# Elster Nera
L'Elster Nera (Die Schwarze Elster) è un fiume tedesco che scorre nei Länder della Sassonia, del Brandeburgo e della Sassonia-Anhalt. È un affluente alla riva destra dell'Elba, nella quale sfocia dopo un percorso di 179 chilometri presso Elster.

## Geografia

### Corso

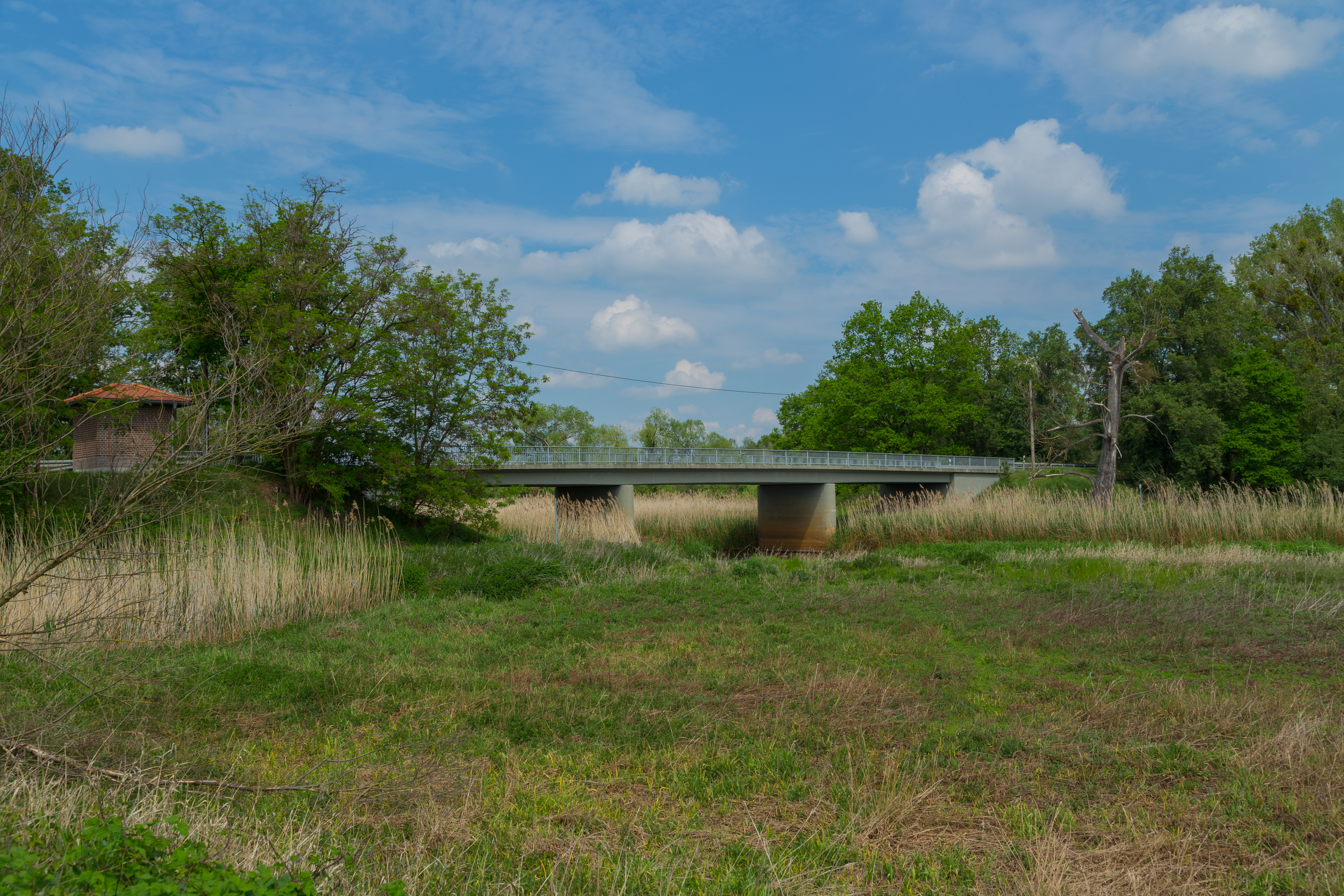
Il ponte a Gorsdorf è l'ultimo prima dello sfocio nell'Elba

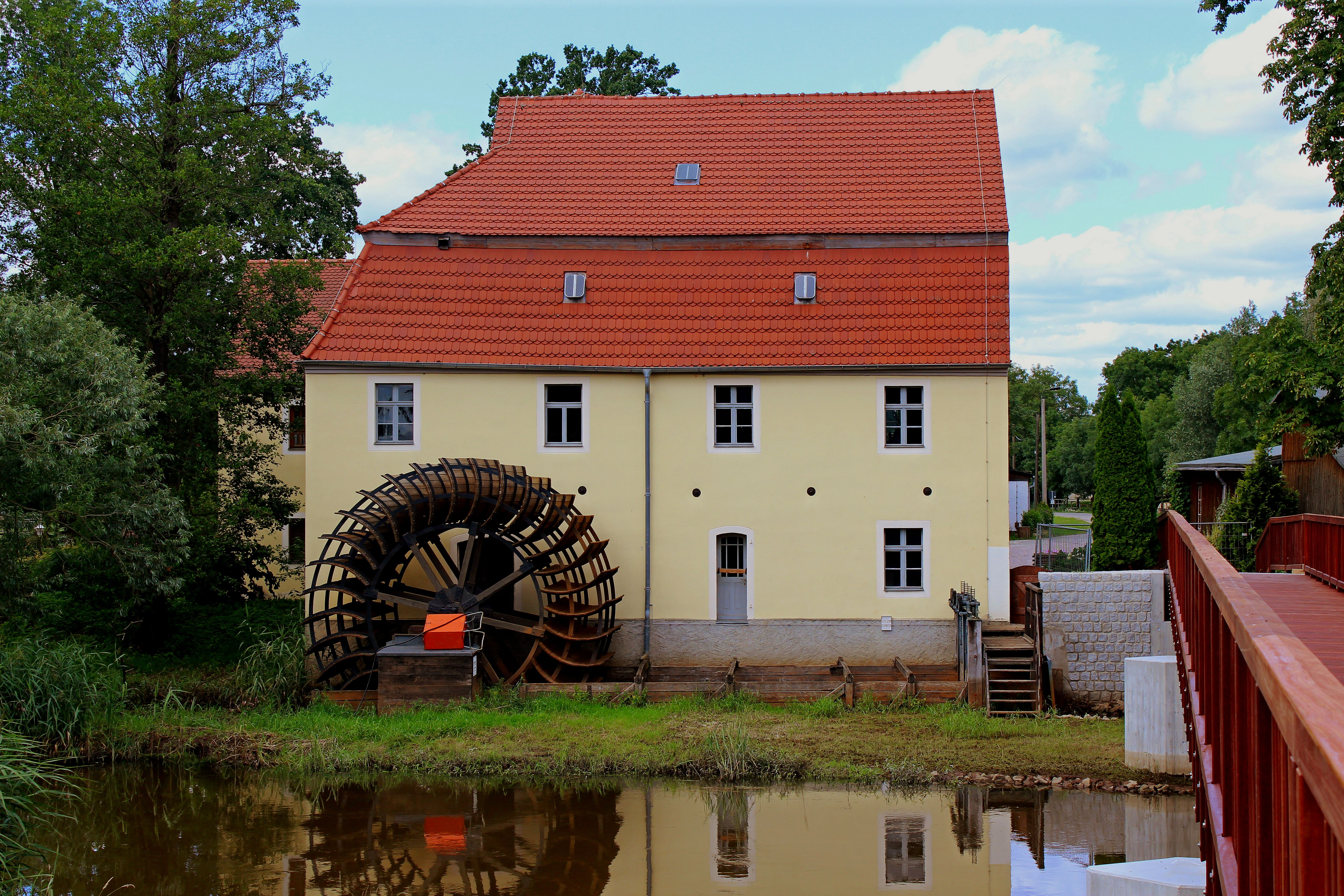
Antico mulino ad acqua sull'Elster risalente all'anno 1420, citato come Elstermühle in Plessa

Il fiume nasce sugli Altopiani lusaziani (Alta Lusazia, ted.: Oberlausitz) a un'altitudine di 317 metri s.l.m., sul fianco orientale del monte Kuppe (396 metri), un picco dello Hochsteins.
La sorgente si trova a circa 1,5 chilometri a sud della località di Kindisch, nel comune di Elstra. Di qui la Schwarze Elster scorre verso nord attraversando Elstra, Kamenz, Milstrich e Wittichenau. Da Hoyerswerda si dirige a ovest verso Elsterheide. Dopo 63 chilometri punta verso il confine fra Sassonia e Brandeburgo, che attraversa fra Groß- e Kleinkoschen in un incrocio tra fiumi sul canale Koschener. Quindi scorre attraverso Senftenberg e Ruhland verso Lauchhammer. Raggiunge attraverso i quasi 15.000 ettari dell'ampia regione di Schraden, lo sfocio del fiume Pulsnitz.
Dopo che la Schwarze Elster presso Elsterwerda ha passato la valle di Urstrom (Urstromtal), svolta in direzione nordovest e scorre nella depressione Elbe-Elster attraversando fra le altre le città di Bad Liebenwerda, Herzberg e Jessen. Sfocia quindi nell'Elba al chilometro di percorso 198,5 nei pressi del comune di Elster, a un'altitudine di 69 metri s.l.m.

### Affluenti
Gli affluenti più importanti della Schwarze Elster sono lo Hoyerswerdaer Schwarzwasser, la Pulsnitz, la Große Röder, la Kleine Elster come lo Schweinitzer Fließ. L'affluente maggiore è la Große Röder con una lunghezza di 105 chilometri e un bacino di oltre 935 km². Questa sfocia presso Würdenhain, alla riva destra del fiume.
| - Kesselwasser, avanti a Elstra a 197 m - Langes Wasser, in Kamenz a 177 m - Schwosdorfer Wasser, presso Schiedel a 144 m - Rocknitzgraben, presso Skaska a 138 m - Vincenzgraben, presso Groß Neida a 119 m - Kossacksgraben, presso Neuwiese a 114 m - Schleichgraben, presso Großkoschen a 103 m - Ruhlander Schwarzwasser, presso Ruhland a 95 m - Sieggraben, dopo Ruhland a 94 m - Pulsnitz, presso Elsterwerda a 88,5 m - Große Röder, presso Würdenhain a 87 m - Alte Röder, presso Prieschka a 86,7 m - Kleine Röder, presso Bad Liebenwerda a 86,3 m - Neugraben, presso Grabo a 71 m | - Jauer, presso Deutschbaselitz a 148 m - Klosterwasser, presso Kotten a 128 m - Ralbitzer Teichwasser, davanti a Hoske a 127 m - Hoyerswerdaer Schwarzwasser, presso Hoyerswerda a 118 m - Sornoer Elster, presso Kleinkoschen a 102 m - Rainitza, presso Buchwalde a 100 m - Pößnitz, presso Schwarzheide a 97 m - Hammergraben, presso Plessa a 90 m - Kleine Elster, presso Wahrenbrück a 84 m - Riecke, presso Beutersitz - Kremitz, presso Mönchenhöfe a 72 m - Schweinitzer Fließ, presso Schweinitz a 71,3 m |